# Enlace não trivial
Em matemática na área de teoria dos nós, enlace não trivial é um enlace que é o equivalente a círculos finitos disjuntos no em um plano.

## Propriedades
- Um enlace de n-componentes L ⊂ S3 é um enlace não trivial se e somente se existir n discos disjuntamente incorporados Di ⊂ S3 tal que L = ∪i∂Di.
- Um enlace com um componente é um enlace não trivial se e somente se ele for um nó não trivial.
- O grupo de enlace de n-componentes serão enlaces não triviais se possuirem as propriedades de grupo livre em n geradores, e é usado para classificar enlaces Borromeano.

## Exemplos
- O Enlace de Hopf é o mais simples exemplo de um enlace de dois componentes que não é um enlace não trivial.
- O enlace Borromeano forma um enlace com três componentes que não são enlaces triviais; no entanto, quaisquer dois dos anéis considerados por si só formam um enlace não trivial.
- Kanenobu tem mostrado que, para todo n > 1, existe um nó hiperbólico de n componentes, tais que qualquer enlace é um enlace não trivial (um enlace de Brunn). O Whitehead link e enlace Borromeano  são, por exemplo, para n = 2, 3.Predefinição:Full[quem?]

## Ler mais
- Kawauchi, A. Uma Pesquisa sobre a Teoria dos Nós . Birkhauser.